# نادي لويس أنخيل فيربو
نادي ديبورتيفو لويس أنجيل فيربو (غالبًا ما يتم اختصارهُ إلى اسم فيربو فقط) هو نادي كرة قدم محترف من السلفادور ويتخذُ من أوسولوتان مقرًا له. تأسس النادي عام 1923، ولعب على أرضه الحالية، ملعب سيرجيو توريس، منذ عام 1930. لقد فازوا بعشرة ألقاب في دوري الدرجة الأولى. يمتلك لويس أنجيل فيربو رابع أعلى مجموع من الألقاب الكبرى التي فاز بها نادٍ سلفادوري. وكانت أكثر فترات النادي نجاحًا بين عامي 1988 و 2000، عندما فاز باللقب السلفادوري سبع مرات. المنافس التاريخي لـ لويس أنجيل فيربو هو نادي ديبورتيفو لويس أنجيل فيربو. ديربي أورينتي (مباراة سي دي أغيلا) هي أهم مباراة في الموسم. الألوان التقليدية للنادي هي الأبيض والأحمر، ويستخدم اللون الأزرق أيضًا ولكنه أقل شيوعًا. تم اعتماد الألوان من فريق سان لورينزو دي ألماغرو الأرجنتيني، والذي كان لويس أنخيل فيربو من أنصاره.

## ملخص
نادي ديبورتيفو لويس أنخيل فيربو هو ثاني أقدم نادي في السلفادور. تأسس النادي في 17 سبتمبر 1923 من قبل مجموعة من المواطنين المحليين. أُطلق على النادي في الأصل اسم تيكون أومان (بالإسبانية: Tecún Umán)‏، وسرعان ما تمت إعادة تسمية النادي تكريماً للويس أنجيل فيربو، الملاكم الأرجنتيني الشهير، الذي كاد أن يصبح أول أمريكي لاتيني يقاتل من أجل بطولة الوزن الثقيل، مما أطاح بجاك ديمبسي من الحلبة في 24 سبتمبر 1923. لعب بعض أبرز لاعبي السلفادور، بما في ذلك ماوريسيو سيينفويغوس وراؤول دياز آرس، مع لوس أنجلوس فيربو. فاز الفريق بما مجموعه عشر Primera División de Fútbol Profesional، كانت الأولى في 1988-89 وأحدثها في دوري الدرجة الأولى 2013. يلعب الفريق مبارياته على أرضه في ملعب سيرجيو توريس في أوسولوتان. تميمة الفريق هي الثور، في إشارة إلى فيربو، الذي كان يُعرف باسم الثور البري من بامباس (بالإنجليزية: Wild Bull of the Pampas)‏.

## التاريخ

### التاريخ المبكر
في 17 سبتمبر 1923، قررت مجموعة من مواطني أوسولوتان، ومعظمهم من أصل أوروبي، تشكيل فريق يمثل شغف مجتمعهم بكرة القدم. انتخب النادي جوستافو دينيس كأول رئيس للنادي. قرروا اختيار اللونين الأحمر والأزرق كألوان فريقهم. تم تسمية النادي في الأصل تيكون أومان، وسرعان ما أعيدت تسميته تكريماً للويس أنجيل فيربو ، الملاكم الأرجنتيني الشهير. في 9 نوفمبر 1923، أراد نادي ديبورتيفو ساندينو، ومقره أيضًا أوسولوتان، الاندماج مع فيربو، وكاد أن يؤتي ثماره. ومع ذلك، كانت النقطة الشائكة الرئيسية هي أن ساندينو أراد تعيين غالبية مديري النادي البالغ عددهم 41 (36 لساندينو وخمسة فقط من مديري فيربو). بعد المأزق، رفض فيربو العرض. حصل أعضاء ديبورتيفو لويس أنجيل فيربو على أرض بالقرب من جدول سيرجيو توريس لتطوير وبناء ملعب. كان أول مدير كرة قدم لهم مانويل «الزانكودو» سيجورادو. في 1941-1942، تم اختيارهم كأفضل فريق في شرق السلفادور وسمح لهم بالطعن على اللقب الوطني. بعد عام، أعطى لويس أنطونيو ريغالادو مزيدًا من المكانة للنادي عندما تم اختياره لفريق كرة القدم الوطني في السلفادور. بعده جاء الأخوان زامورا (ريكاردو وميغيل)، الأخوان كوينتيروس (ليونيداس ولازارو) ورامون وماريو أغويلا. أصاب عدم الاستقرار المالي فيربو في الخمسينيات والستينيات من القرن الماضي، وخرجوا من الدرجة الأولى في ثلاث مناسبات منفصلة. في عام 1972، أصبح لويس أنجيل فيربو لاعباً أساسياً في الدرجة الأولى.

### الجيل الذهبي
في موسم 1988-89، رفع الفريق لقب الدوري للمرة الأولى. احتل الفريق المركز الثالث في الموسم العادي، لكن النادي مع ذلك أقال المدرب الأرجنتيني خوان كوارتروني قبل التصفيات. في مكانه، استأجروا اللاعب السابق جوليو إسكوبار. برر إسكوبار إيمان النادي بقيادته للفريق خلال جولة البطولة وحتى النهائيات. تم تعادل مباراتهم ضد كوجوتيبيك 2-2 بعد الوقت الإضافي، وإعداد ركلات الترجيح. ساد فيربو 4-3 وسجل ليونيل كاركامو ركلة الجزاء الفائزة. في نهائي 1990، خسر الفريق أمام أليانزا لكنه فاز بلقبه الثاني في عام 1991. وشهد ذلك الموسم انتقال فيربو في 30 مباراة متتالية دون هزيمة وهزيمة أغيلا 1-0 في النهائيات. وسجل مارلون مينجيفار الهدف الوحيد. في العام التالي، تولى المقدوني كيريل دوجينوفسكي زمام تدريب فيربو وقادهم إلى العودة إلى الألقاب. نجوم هذا السباق هم راؤول تورو وراؤول دياز آرس وماوريسيو سيينفويغوس وسيليو رودريغيز وليونيل كاركامو وفرناندو دي مورا. هزموا أليانزا في كلا النهائيين، ومنح النادي أربع بطولات في خمس سنوات. بعد فترة وجيزة، ارتدى ليونال كاركامو شارة الكابتن واستمر النادي في اللعب على مستوى عالٍ. وصلوا إلى نصف النهائي أو النهائي كل عام من 1994 إلى 1997، ثم فازوا بالبطولة مرة أخرى في 1998. جاء ذلك الفوز على نادي سانتانيكوس أسوشيتد 2-0، حيث سجل الهدفان راؤول تورو وأبراهام مونتروسا. فاز فيربو ببطولة أخرى عام 1999، بفوزه على نادي سانتانيكوس أسوشيتد 5-4 بضربات الجزاء. في عام 2000، توفي رئيس النادي ومالكه سيرجيو توريس قبل أسبوع من المباراة النهائية ضد أديت، وكرس اللاعبون المباراة لذكراه. واصلوا الفوز، وعادوا إلى أرضهم باللقب السابع.

### العصر الحديث
بعد عام 2000، بدأ نجاح فيربو في التراجع. مع تقاعد اللاعبين أو انتقالهم إلى الخارج أو بيعهم في أندية أخرى، كلف موت سيرجيو توريس الفريق الراعي الأساسي للفريق وقاد النادي إلى عدم الاستقرار المالي. نتيجة لذلك، وصل فيربو إلى النهائي الكبير مرارًا وتكرارًا، لكنه لم يستطع الفوز بلقب آخر لمدة سبع سنوات. في بطولة 2007، قاد المدرب الأرجنتيني هوراسيو كورديرو الفريق إلى نهائي آخر، وهزموا نادي سانتانيكوس أسوشيتد 5-3 بركلات الترجيح. وشهد الموسم التالي رفع النادي التاج مرة أخرى بالفوز باللقب كلاوسورا 2008. فازوا على نادي سانتانيكوس أسوشيتد مرة أخرى، 1-0، واحتفلوا ببطولة الإعادة الثالثة. وحقق الفريق لقبه العاشر في الكلاوسورا 2013 تحت إشراف المدرب الأرجنتيني روبرتو جامارا بفوز آخر على منافسيه من نادي فاس. في 5 مايو 2014، بعد 32 عامًا من كرة القدم في الدرجة الأولى، هبط فيربو إلى الدرجة الثانية بعد تعادل 1-1 مع دراغون. ومع ذلك، فإن الهبوط لم يستمر، حيث اشترى فيربو رخصة يوفينتود إندبندينتي. في 27 مايو 2019، حقق النادي رقماً قياسياً سادساً للهبوط من الدرجة الأولى، بعد خسارة الفريق 3-1 أمام أليانزا. في نهاية موسم 2020، أعلن بابلو هيريرا (صاحب رخصة الامتياز الخاصة بشركة إندبندينتي) أن إنديبندينتي سيفقد رخصته وسيمنح الترخيص إلى لويس أنجيل فيربو في بطولة كلاوسورا 2020.

## الألقاب
فاز فيربو بالدرجة الأولى عشر مرات، والذي يحتل المرتبة الرابعة في تاريخ كرة القدم السلفادورية.

### محليًا

#### الدوري
- دوري السلفادور لكرة القدم
  - الأبطال (10): 1988–89، 1990–91، 1991–92، 1992–93، 1997-98، 1999، 2000، 2007، 2008، 2013

#### الكؤوس
- كأس رئيس السلفادور
  - الوصيف (1): 2000

#### الكونكاكاف
- كأس الكؤوس الكونكاكاف
  - الوصيف (1): 1995

## إحصائيات وسجلات النادي
راؤول دياز آرس هو أفضل هداف فيربو على الإطلاق برصيد 119 هدفًا.

## الملعب
يلعب ديبورتيفو لويس أنجيل فيربو معظم ألعابه المنزلية في ملعب سيرجيو توريس (بالإسبانية: Estadio Sergio Torres)‏ في أوسولوتان، المعروف في جميع أنحاء أمريكا الوسطى باسم مرجل الشياطين (بالإسبانية: Devils Cauldron)‏. يقع الاستاد في حي لا باروكيا، وهو استثناء في كرة القدم الاحترافية في السلفادور: حيث أن لويس أنجيل فيربو هو الفريق الوحيد في الدرجة الأولى الذي يلعب في ملعبه الخاص. اشترى أول رئيس لفيربو، السيد جوستافو ديميس، ثلثي الاستاد، وفي عام 1950، اشترى الرئيس آنذاك السيد خوان بويات الثلث الآخر. في عام 1987، أعيد تسمية الملعب باسم المالك السابق ورئيس الفريق. أصبح الملعب المعروف باسم ملعب أوسولوتان يُعرف باسم ملعب سيرجيو توريس ريفيرا. ومع ذلك، نقل النادي المباريات إلى ملعب كوسكاتلان.
الملعب
- ملعب سيرجيو توريس (1950 إلى الوقت الحاضر)
- ملعب كوسكاتلان (2002 إلى الوقت الحاضر) (مكان اللعبة الكبيرة)

## ثقافة المعجبين

### شارة النادي والألوان
ألوان منزل لويس أنجيل فيربو هي الأبيض والأزرق والأحمر. كانت ألوان المجموعة التقليدية إما حمراء أو بيضاء وأزرق؛ ومع ذلك، في السنوات الأخيرة، تم استخدام عدة ألوان مختلفة. احتوى شعارهم الأول على صورة ثور تكريماً لـ «تورو دي لاس بامباس» للملاكم لويس أنخيل فيربو. ومع ذلك، قرر مجلس إدارة لويس أنجيل فيربو لاحقًا استبدال الثور بشعار النبالة الرسمي للويس أنجيل فيربو والذي يتكون من مثلث بنصف دائرتين تحتويان على الحروف الزرقاء والبيضاء للنادي. يوجد في أعلى شعار النبالة نجوم تشير إلى عدد الألقاب التي فاز بها الفريق، والتي هي حاليًا عشرة ألقاب.

### مصنعي المعدات ورعاة القمصان
قمصان لويس أنجيل فيربو تحت رعاية بيلسنر منذ عام 2017. كان الرعاة السابقون هم تاباتشولتيكا (1988-1999) وأفيانكا السلفادور (1992) وبيبسي (1999) وديانا (2007-2013) وبيلزنر (2007-2013) وبيرغر كينج (2013) وتيجو (2009). تم تصنيع مجموعاتهم من قبل شركة أفيفا (منذ 2018). الشركات المصنعة السابقة كانت جالاكسيا (1999-2007، 2018)، كيلمي (2017) وجوما (2009-2013).

### النشيد الوطني
Ahí viene el Firpo.
Hoy vibran los estadios en todo El Salvador.
Oriente hace al Firpo el equipo ganador,
¡Viva el Firpo, Viva el Firpo!
La garra y el coraje del buen usuluteco,
Se siente cuando el Firpo comienza a golear.
¡Viva el Firpo, Viva el Firpo!
Firpo es el equipo ganador
Orgullo de mi patria El Salvador.
¡Viva el Firpo!
ويُترجم حرفيًا للتالي:
هذا هو فريقُ فيربو
الملاعب اليوم تهتز في جميع أنحاء السلفادور.
أورينتي يجعل فيربو الفريق الفائز
عاش فيربو، يعيش فيربو!
مخلب وشجاعة يوسيلتكو هي من تصنعُ الفرق
حينما ينطلقُ فيربو فهو لا يتوقّف
عاش فيربو، يعيش فيربو!
فيربو هو الفريق الفائز
هو فخر الوطن، فهو فخر السلفادور.
يحيا [نادي] فيربو!

### المنافسات
- لويس أنخيل فيربو ضد. أليانزا. تُعرف المباراة باسم (كلاسيكو جوفن) (كلاسيكيات الشباب) على الرغم من أن أليانزا لديه لقب واحد أكثر من فيربو.
- لويس أنخيل فيربو ضد أغيلا. تُعرف المباراة باسم أورينت كلاسيك أو الكلاسيكو الغربي لأنّهم من نفس المنطقة.
- يمكن أن يكون لويس أنجيل فيربو خصمًا لذوذًا لنادي سانتانيكوس أسوشيتد (فاس اختصارًا).

## أنصار
وعلى الرغم من وجود قاعدة جماهيرية متزايدة في جميع أنحاء البلاد، لم تكن هناك مجموعات المشجعين الرسمية حتى عام 1990 عندما تأسست مانويل الفياجرا وبامبيرا فيوري في أوسولوتان. هم حاليا ثاني أكبر قاعدة جماهيرية في سان سلفادور ورابع أكبر على الصعيد الوطني.

### أنصار مشهورون
- من السياسة: توني ساكا (رئيس السلفادور السابق)
- من السياسة: سيرجيو توريس (عمدة أوسولوتان السابق، والرئيس السابق لاتحاد الأمم المتحدة لمكافحة الكارثة)
- من السياسة: روبرتو دي أوبويسون (عمدة سانتا تيكلا الحالي)
- من الرياضيون: هيكتور راموس (آرتشر).
- من الصحفيون: دانيال روكوس

## التاريخ الرئاسي
تولى لويس أنخيل فيربو العديد من الرؤساء على مدار تاريخهم، وكان بعضهم ملاكًا للنادي بينما كان آخرون رؤساء فخريين. هنا قائمة كاملة بهم.
| الاسم                 | الفترة   |
| --------------------- | -------- |
| جوستافو دينيس         | 1930     |
| سانتياغو غونزاليس     |          |
| خوليو لوبيز خيمينيز   |          |
| خوان فيكتور بويات     | 1950     |
| جيلبرتو فلوريس هيزو   |          |
| خوسيه جريجوريو زيلايا |          |
| هامبرتو لوبيز         |          |
| سيرجيو توريس ريفيرا   | 1987–؟ ؟ |
| فيسنتي روجيرو         |          |
| جاليليو كاستانيدا     |          |
| ميغيل الكانتارا       |          |

| الاسم               | الفترة |
| ------------------- | ------ |
| ديفيد أوركويلا      |        |
| لورنزو كامبوس       |        |
| سلفادور خيمينيز     |        |
| رامون اباريسيو      | 1982   |
| جوستافو توريس سيرنا | 1983   |
| ميغيل إنفانتوزي     |        |
| فيرجيليو ماتشوكا    |        |
| رافائيل بيريس       |        |
| نابليون أوسيجيدا    |        |
| إنريكي سانتوس       |        |
| فرناندو ألفارادو    |        |

| الاسم               | الفترة    |
| ------------------- | --------- |
| راميرو لونا بوزا    |           |
| أوفيديو مارتينيز    |           |
| وليم حنظل           | 1997-1999 |
| خوان توريس          | 1999-2000 |
| جوزيف أرجويدس       | 2001-10   |
| انريكي اسكوبار      | 2010-11   |
| كارلوس منديز فلوريس | 2011-14   |
| توني ساكا           | 2014      |
| راؤول مندوزا جالو   | 2015-2017 |
| موديستو توريس       | 2017-2019 |
| خوان بابلو هيريرا   | 2020-     |

## اللاعبين

### الفريق الحالي
اعتبارًا من July 2021:
| No. | Pos. | Nation | Player                  |
| --- | ---- | ------ | ----------------------- |
| 1   | GK   | MEX    | Joel Almeida            |
| 2   | DF   | SLV    | Alexis Maravilla        |
| 3   | MF   | SLV    | فيكتور غارسيا           |
| 4   | DF   | SLV    | كارلوس مونتياغودو       |
| 5   | DF   | SLV    | Mario Alfaro            |
| 6   | DF   | SLV    | Eduardo Vigil           |
| 8   | MF   | SLV    | Cristian Cisneros       |
| 9   | FW   | SLV    | Luis Canales            |
| 10  | MF   | TRI    | Jomal Williams          |
| 11  | FW   | BRA    | Wesley                  |
| 12  | FW   | SLV    | إدغار كروز [الإنجليزية] |
| 14  | MF   | SLV    | كارلوس أورتيز           |

| No. | Pos. | Nation | Player                      |
| --- | ---- | ------ | --------------------------- |
| 15  | MF   | SLV    | William Canales             |
| 16  | MF   | SLV    | Jefferson Polío             |
| 17  | MF   | SLV    | Wilson Rugamas              |
| 19  | MF   | SLV    | Alvaro Lizama               |
| 21  | MF   | SLV    | Jaime Ortiz                 |
| 22  | MF   | SLV    | Christopher Galeas          |
| 23  | DF   | SLV    | Moisés Mejía                |
| 24  | FW   | SLV    | Kevin Sagastizado           |
| 29  | GK   | SLV    | Oscar Sánchez               |
| 30  | DF   | COL    | Tardelis Peña (قائد الفريق) |
| 35  | FW   | SLV    | Diego Flores                |

### اللاعبون ذوو الجنسية المزدوجة
- جويل ألميدا

### إعارة
| رقم. | المركز | الدولة | اللاعب                     |
| ---- | ------ | ------ | -------------------------- |
| —    | مهاجم  | SLV    | يحدد لاحقًا ‏ (موسم 2018-19) |
| —    | مف     | SLV    | يحدد لاحقًا ‏ (موسم 2018-19) |

| الرقم. | المركز | الدولة | اللاعب                     |
| ------ | ------ | ------ | -------------------------- |
| —      | مف     | SLV    | يحدد لاحقًا ‏ (موسم 2018-19) |
| —      | مدافع  | SLV    | يحدد لاحقًا ‏ (موسم 2018-19) |

| الرقم. | المركز | الدولة    | اللاعب                     |
| ------ | ------ | --------- | -------------------------- |
| -      |        | SLV       | ويلسون روجاماس (من أجيلا)  |
| -      |        | TRI       | جومال ويليامز (من أجيلا)   |
| -      |        | السلفادور | وليام كاناليس (من TBA)     |
| -      |        | SLV       | فيكتور جارسيا (من TBA)     |
| -      |        | SLV       | كريستيان سيسنيروس (من TBA) |

| رقم. | نقاط البيع. | أمة | لاعب                             |
| ---- | ----------- | --- | -------------------------------- |
| -    |             | SLV | مويسيس ميخيا (من أليانزا إف سي ‏) |
| -    |             | BRA | ويسلي دا سيلفا (من TBA)          |
| -    |             | SLV | الكسيس مارافيلا (من TBA)         |

### مُعارون
| رقم. | المركز | الدولة             | اللاعب                              |
| ---- | ------ | ------------------ | ----------------------------------- |
| -    | مهاجم  | حرمان              | أرماندو بولو (إلى يحدد لاحقًا ‏)      |
| -    | مدافع  | بنما               | نيلسون باراهونا (إلى TBD)           |
| -    | مدافع  | SLV                | ليساندرو كلاروس (إلى قرص CD Aguila) |
| -    |        | وحدة نقدية أوروبية | إيبر كايسيدو (إلى يحدد لاحقًا ‏)      |
| -    | مف     | SLV                | إيفر فلوريس (إلى TBD)               |
| -    |        | SLV                | مارفن راموس (إلى TBD)               |
| -    |        | SLV                | دانيال لونا (إلى TBD)               |

| رقم. | نقاط البيع. | أمة | لاعب                            |
| ---- | ----------- | --- | ------------------------------- |
| -    | مف          | SLV | فرانسيسكو اسكوبار (إلى بلاتينس) |
| -    |             | SLV | وليام مانسيا (إلى TBD)          |
| -    |             | SLV | Jeremias Lemus (إلى TBD)        |
| -    |             | SLV | جوليو توريس (إلى TBD)           |
| -    |             | SLV | روبرتو هيريرا (إلى TBD)         |
| -    |             | SLV | كريستيان باوتيستا (إلى TBD)     |
| -    |             | SLV | جيوفاني زافاليتا (إلى TBD)      |
| -    |             | SLV | فرناندو فالاداريس (إلى TBD)     |
| -    |             | SLV | إدغار دوبون (إلى TBD)           |

## لاعبين بارزين
ملاحظة: تتضمن هذه القائمة اللاعبين الذين ظهروا في 50 مباراة دوري على الأقل و / أو وصلوا إلى المستوى الدولي.
| لاعب وطني - راؤول أرسي (119 هدفًا) - كارلوس بورجا - ليونيل كاركامو - ماوريسيو سيينفويغوس - إدغار هنريكيز - مانويل مارتينيز - مارلون مينجيفار - كارلوس مونتيجودو - ابراهام مونتروسا - أنطونيو ريغالادو - مانويل سالازار | لاعب دولي - باتريسيو باروش - ماريو كوستاس - فرناندو ليجويزامون - ليوناردو بيكارنيك - فرناندو دي مورا - نيلسون دي مورايس - راؤول تورو - أرماندو إينامورادو |  | لاعب متجنس - سيليو رودريغيز (56 هدفا) - نيني دا سيلفا - فرانكلين ويبستر - أنيل كاناليس (54 هدفًا) |

### النقباء
| سنين             | قائد المنتخب                      |
| ---------------- | --------------------------------- |
| 1988-1989        | أبراهام "البينيرو" فاسكيز (مدافع) |
| 1990-1992        | ميغيل إسترادا كويرنو (مدافع)      |
| 1993، 1998، 2000 | ليونيل كاركامو (مدافع)            |
| 1999             | سيليو رودريغيز (مدافع)            |
| 2003-2004        | هيكتور كانجورا (مدافع)            |
| 2005-2006        | خورخي سانشيز (مدافع)              |
| 2007-2008        | غييرمو موران (مدافع)              |
| 2009-2010        | مانويل سالازار (مدافع)            |
| 2010-2013        | خورخي سانشيز (مدافع)              |
| 2013             | دينيس ألاس (متوسط ميدان)          |
| 2013، 2015       | موريسيو كوينتانيلا (متوسط ميدان)  |
| 2014             | أنيل كاناليس (مهاجم)              |
| 2015             | مارلون مارتينيز (متوسط ميدان)     |
| 2016-2017        | ويليامز رييس (مهاجم)              |
| 2017 *           | إسحاق زيلايا (متوسط ميدان)        |
| 2017-2018        | جوني ريوس (مدافع)                 |
| 2018             | رودريجو دي بريتو (مدافع)          |
| 2019             | إدوين مارتينيز (مدافع)            |
| 2020 - الحاضر    | تارديليس بينيا (مدافع)            |

### التشكيلة
في عام 1998، كجزء من الاحتفال بـ "El Equipo Ideal de LA Firpo de Todos Tiempos" البالغ من العمر 65 عامًا، تم إجراء تصويت لاتخاذ قرار بشأن فريق All Time XI الرسمي.
| موضع                 | لاعب                      | سنوات في النادي     |
| -------------------- | ------------------------- | ------------------- |
| حارس مرمى            | ويرنر أورتيز (+)          | 1955                |
| RB                   | نيلسون دي مورايس          | 1979-1980           |
| RCB                  | لويس أنطونيو ريغالادو (+) | 1939 - 52           |
| LCB                  | خوسيه فرانسيسكو جوفيل     | 1972-1978 ؛ 1984–87 |
| رطل                  | ميلينديز كامبوس           | 1975-1978           |
| RM                   | فيكتور بيريرا             | يحدد لاحقًا          |
| آلية التنمية النظيفة | فرناندو دي مورا           | 1989-1992           |
| سم                   | ماوريسيو سيينفويغوس       | 1988-1994 ؛ 1994-96 |
| LM                   | راؤول تورو باسايز         | 1991-2000           |
| RW                   | راؤول دياز ارس            | 1991-1996           |
| LW                   | أرماندو إينامورادو        | 1956-1958           |

## المعلومات الإدارية
المدير الحالي للنادي هو الأرجنتيني روبرتو جامارا. كان الكوستاريكي رامون رودريغيز سوتو أيضًا أول مدرب لفيربو من خارج السلفادور. التشيلي خوليو إسكوبار هو أنجح مدرب للنادي، بعد أن فاز بأربعة ألقاب في الدرجة الأولى. يليه عن كثب المقدوني كيريل دوجينوفسكي، الذي فاز بلقبين في الدرجة الأولى.
| فاز المدربون التاليون بكأس واحد على الأقل عندما كانوا مسؤولين عن لويس أنجيل فيربو |                                                                        |                                |
| اسم                                                                               | فترة                                                                   | الجوائز                        |
| جوليو اسكوبار                                                                     | يتم تحديده لاحقًا، يتم تحديده لاحقًا، يتم تحديده لاحقًا، يتم تحديده لاحقًا | 4 الدوري السلفادوري لكرة القدم |
| كيريل دوجشينوفسكي                                                                 | يتم تحديده لاحقًا، يتم تحديده لاحقًا                                     | 2 الدوري السلفادوري لكرة القدم |
| خوان كارلوس ماسنيك                                                                | 1990-1991                                                              | 1 الدوري السلفادوري لكرة القدم |
| هوراسيو كورديرو                                                                   | يوليو 2007 - نوفمبر 2007                                               | 1 الدوري السلفادوري لكرة القدم |
| جيراردو رينسو                                                                     | يناير 2008 - مايو 2008                                                 | 1 الدوري السلفادوري لكرة القدم |
| روبرتو جامارا                                                                     | مارس 2013 - سبتمبر 2013، نوفمبر 2020-                                  | 1 الدوري السلفادوري لكرة القدم |